# Opéra national du Rhin

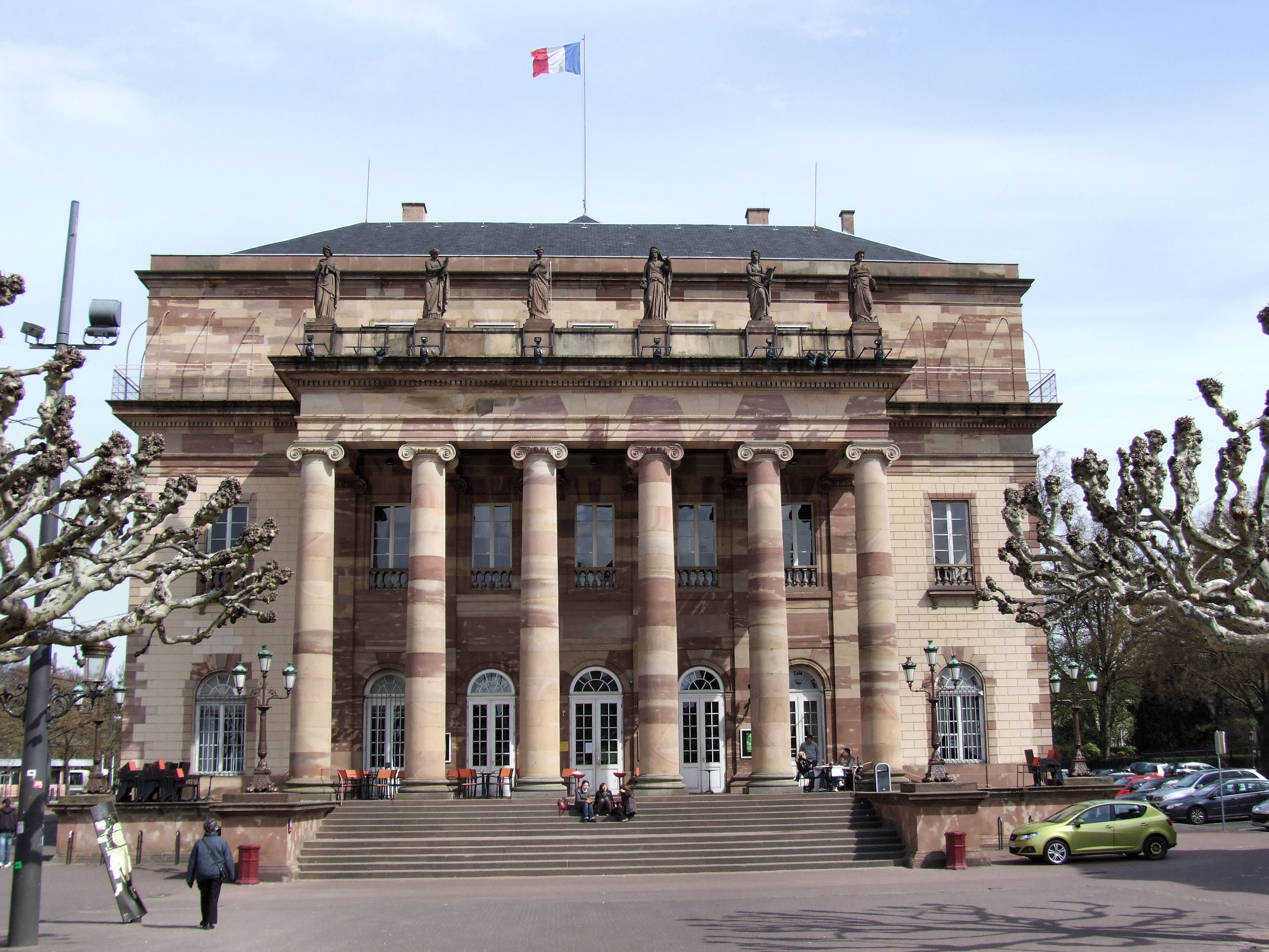
Straßburg, Opernhaus: die klassizistische Fassade

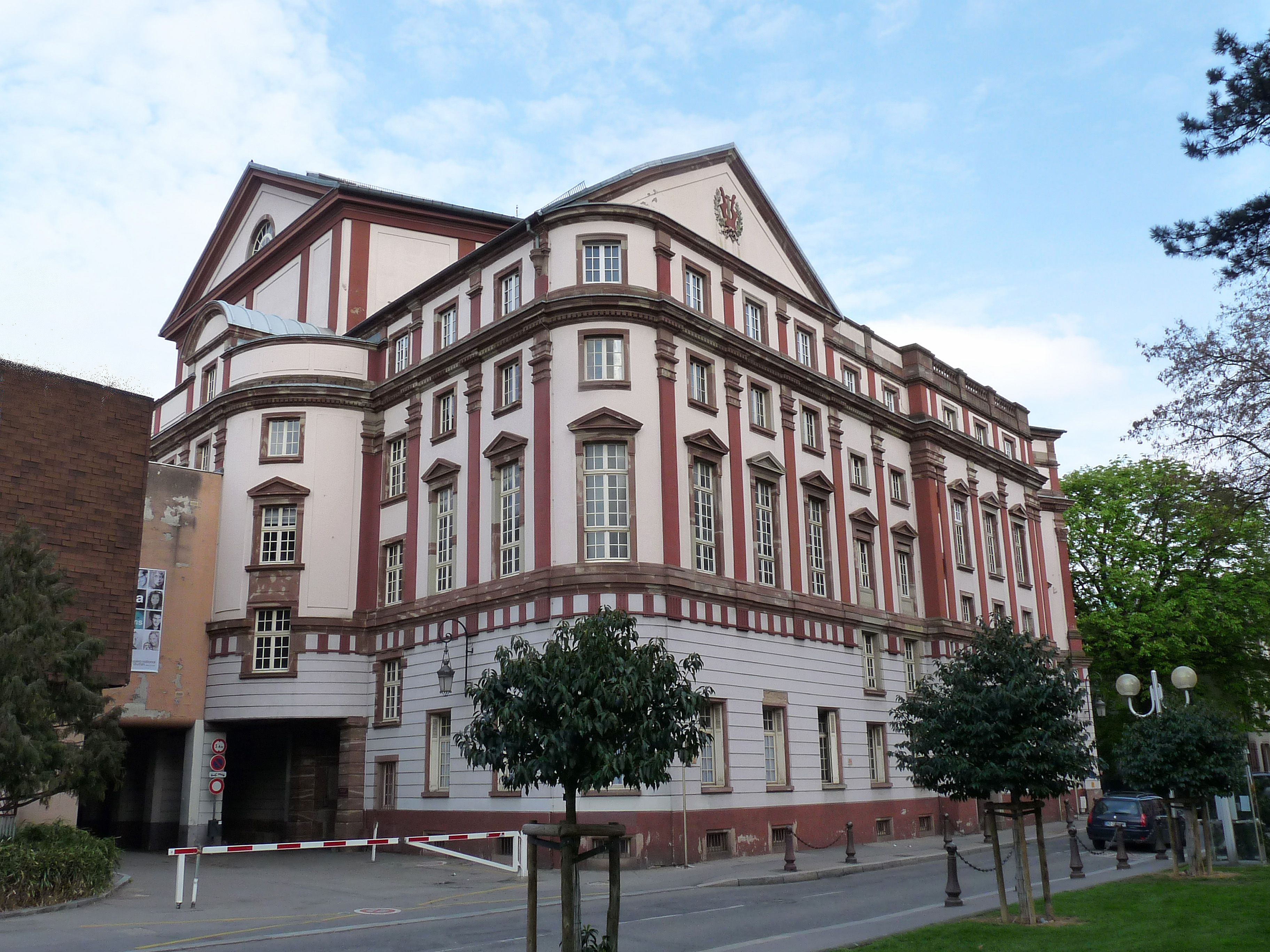
Mulhouse, Théâtre de la Sinne

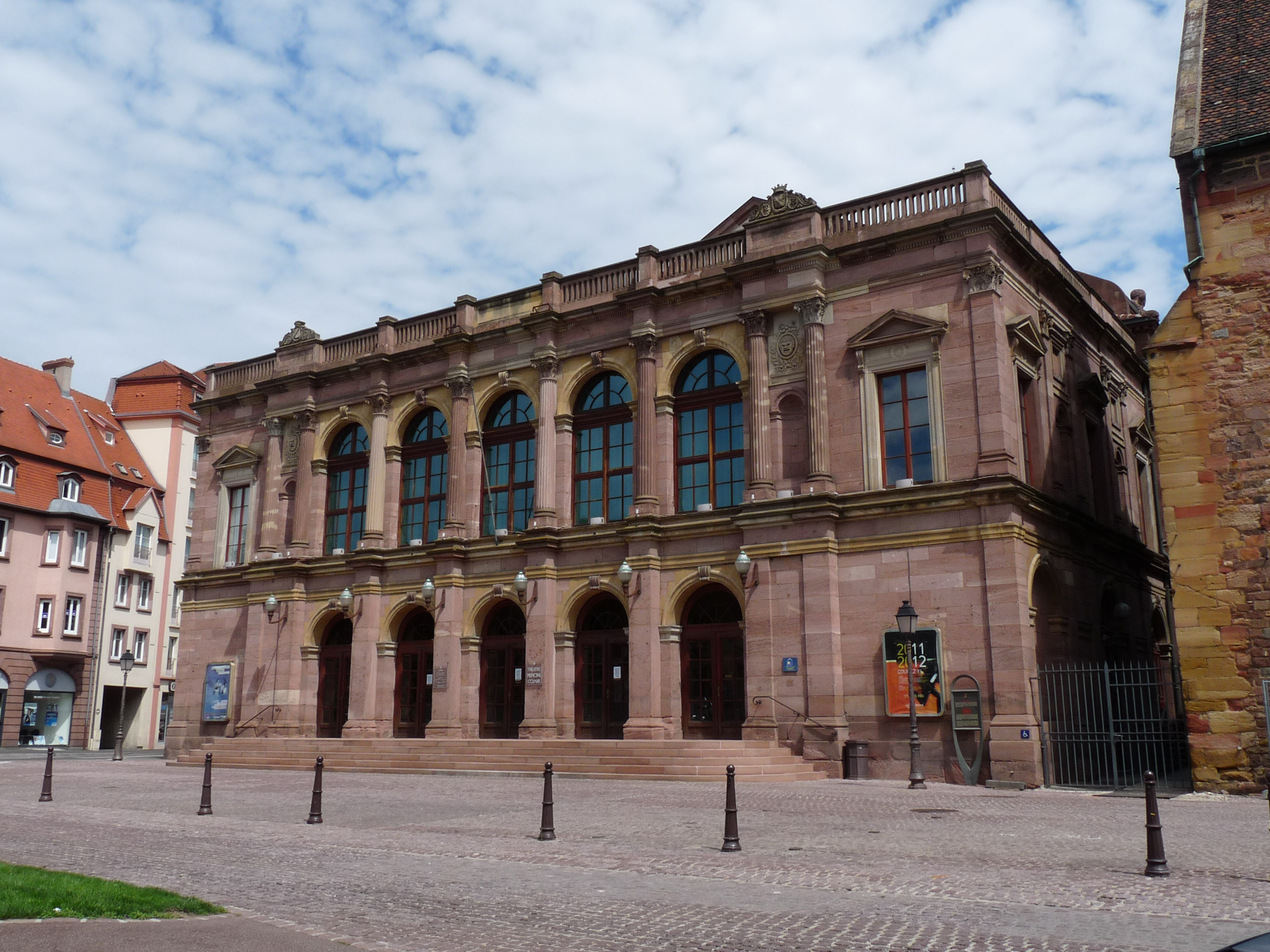
Colmar, Théâtre municipal

Die Opéra national du Rhin („Nationale Rhein-Oper“) ist das Opernensemble (Solisten und Chor) der Städte Straßburg, Mülhausen und Colmar im Elsass. Ihm unterstehen ebenfalls die Balletttruppe Ballet du Rhin, die Nachwuchsschmiede Jeunes voix du Rhin und die Schule für Maskenbildung École des arts de la transformation. Ständige Orchester sind die Straßburger Philharmoniker und das Mülhausener Symphonie-Orchester.

## Geschichte
Die Verschmelzung der Opern und Ensembles von Straßburg und Mülhausen wurde 1972 von Alain Lombard angeregt, um über eine auch im internationalen Vergleich leistungsfähige Truppe zu verfügen. 1997 wurde die Opéra du Rhin zur Opéra national du Rhin erhoben.

## Spielstätten
- Straßburg: Opernhaus an der Place Broglie, auch Sitz der Verwaltung; gelegentlich konzertante Aufführungen im Palais de la musique et des congrès
- Mülhausen: Théâtre de la Sinne; Kulturzentrum La Filature
- Colmar: Théâtre municipal

## Tonträger
In den 1970er und frühen 1980er Jahren nahm das Ensemble zahlreiche Opern mit internationalen Stars wie José Carreras, Kurt Moll, Kiri Te Kanawa, Montserrat Caballé und Edita Gruberová auf. Nach einer langen Aufnahmepause entstanden Anfang des 21. Jahrhunderts unter der Leitung von Jan Latham Koenig preisgekrönte Mitschnitte von Erich Wolfgang Korngolds Die tote Stadt, Francis Poulencs Dialogues des Carmélites (inszeniert von Marthe Keller) und Jacques Iberts Persée et Andromède.